# Amici Pallacanestro Udinese
La Amici Pallacanestro Udinese è la principale società di pallacanestro di Udine, attualmente militante in  Serie A . È stata fondata nel 2011 a seguito del fallimento della Pallalcesto Amatori Udine, che è stata la principale squadra udinese dal 1999 al 2011.
La APU Udine nelle stagioni 2000-01, 2001-02 e 2005-06 ha raggiunto i playoff di Serie A, venendo eliminata sempre al primo turno. A sua volta, la Pallalcesto Amatori è stata fondata dopo la scomparsa dell'Associazione Pallacanestro Udinese, nata nel 1944 e sciolta nel 1996.
La APU Udine attualmente gioca le partite casalinghe al palasport "Primo Carnera" di Udine.

## Storia

### Associazione Pallacanestro Udinese
Nacque il 20 febbraio 1944 sotto la presidenza del dott. Renato Migliorini. Il campo di gioco era il "Piccolo Stadio" in via dell'Ospedale Vecchio, su un fondo in terra battuta, con le strutture realizzate utilizzando del legname messo a disposizione da un appassionato e del ferro ottenuto riutilizzando vecchie rotaie donate da alcuni ferrovieri. Nel 1957 la squadra si trasferì nel nuovo palasport al coperto "Marangoni".
Nella stagione 1952-53 l'A.P.U. vinse il suo girone in serie C e venne promossa per la prima volta in serie B (allora la terza serie), per poi retrocedere l'anno dopo ed essere ripromossa immediatamente la stagione successiva. Nel 1957 arriva anche la promozione in serie A (seconda serie).
Il 1965 è l'anno della svolta con l'arrivo della Snaidero, inizialmente solo come sponsor, successivamente anche nella proprietà nella persona di Rino Snaidero: l'arancione diventa il nuovo colore sociale.

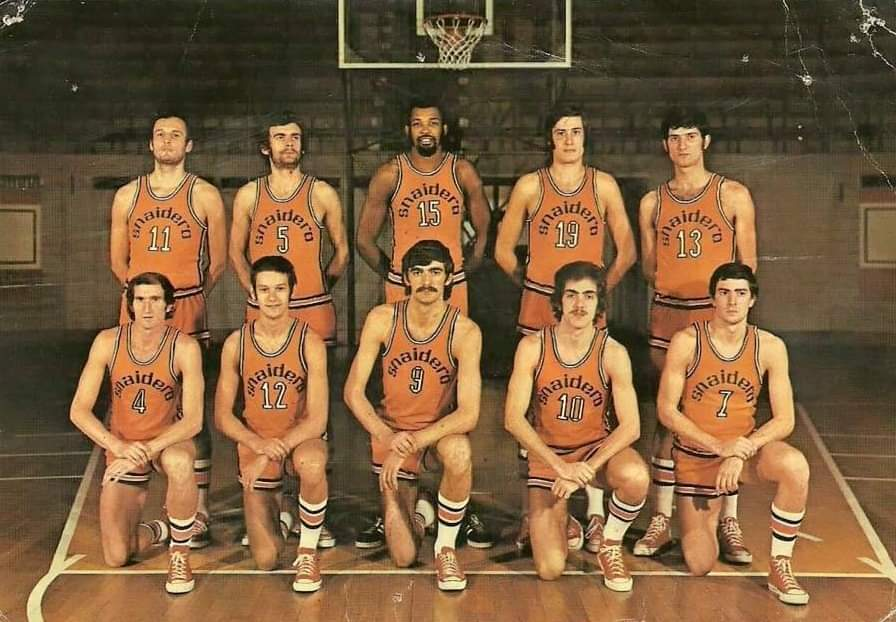
Snaidero APU Udine (Serie A1 1974-75)

Nel 1967 arriva finalmente la tanto agognata promozione in serie A e nel 1970 il palasport Carnera diventa definitivamente il nuovo campo di gioco. Nel 1976-77 la Snaidero finisce ultima in regular-season e nella poule salvezza, dopo 9 vittorie iniziali, 3 sconfitte consecutive la condannano alla retrocessione: ha così fine l'era di Rino Snaidero, sostituito dal figlio Dario. Dopo due deludenti stagioni in A2, la Snaidero decide di uscire definitivamente la società, dopo ben 15 anni di proprietà.
Nella stagione 1983-84, trascinata da Dražen Dalipagić, l'A.P.U. targata Gedeco 5-3-5 torna in serie A1, ma retrocederà l'anno successivo. Nel 1985-86 guidata da Claudio Bardini ottenne la promozione in A1 disputando anche i play off, dove venne eliminata negli ottavi dall'Olimpia Milano.
Nei suoi 48 anni di storia, l'A.P.U. ha partecipato a 25 campionati di serie A, vincendo anche un titolo juniores, e a 11 campionati femminili, vincendo tre scudetti.

### Libertas Udine
La storia dell'A.P.U. finisce nel 1992: il 2 aprile gioca e vince la sua ultima partita, 116-108 contro la Breeze Milano, e retrocede in serie B dopo 24 anni di massima serie. La proprietà passo ai Querci che prima la trasformarono in Pallacanestro Udinese srl e poi in Libertas Udine, rilevando i diritti di Modena per tornare in A2. Ma come era avvenuto a Livorno (e sempre per mano dei Querci) con la nascita del Libertas Pallacanestro Livorno, anche ad Udine le società eredi dell'A.P.U. non si radicarono mai con la stessa forza nel tessuto sociale, nemmeno con il ritorno nella proprietà della famiglia Snaidero, nella figura di Edi Snaidero, figlio del Cavalier Rino.

### Pallalcesto Amatori Udinese
Erede della storica A.P.U., società che ha rappresentato l'élite della pallacanestro friulana fin dai primi anni Settanta, la Pau Snaidero ha assunto il ruolo di club leader del Friuli cestistico.
La Pau ha esordito in Serie A2 nella stagione 1999-2000 grazie all'acquisizione del diritto sportivo del Vicenza Basket, neopromossa dalla Serie B d'Eccellenza al termine del campionato 1998-99, riportando nel capoluogo friulano la massima serie italiana, dopo la sparizione della Libertas Udine nel 1997.
Nel 2009, dopo una stagione sfortunata, a causa di problemi societari e di acquisti non azzeccati, la squadra è retrocessa in Legadue con tre turni di anticipo, dopo aver disputato le nove stagioni consecutive nella massima serie. A nulla sono valsi i cambi di panchina a stagione in corso, che ha visto alternarsi Attilio Caja, Romeo Sacchetti e infine Mario Blasone.
L'estate 2009 è stata caratterizzata da una svolta societaria: il presidente Edi Snaidero ha infatti ceduto parte delle quote della società ad altri investitori, tra i quali Giampaolo Pozzo, patron dell'Udinese Calcio.
Nell'estate 2011 ha rinunciato alla partecipazione alla Legadue cessando ogni attività.

### Amici Pallacanestro Udinese
L’Amici Pallacanestro Udinese è nata il 29 giugno 2011.

#### L'ammissione e il ritorno in Divisione Nazionale B
Nella stagione 2011/2012, la società friulana è stata ammessa in Divisione Nazionale B. Nell’estate 2012, l’Apu è ripartita da zero per un progetto udinese di comunione d’intenti con il Pool basket Udine. Nuovo staff tecnico capeggiato da coach Andrea Paderni reduce dal titolo di miglior tecnico di C Fvg. Tra i giocatori sono rimasti capitan Andrea Confente, Matteo Metz e Matias Principe, a fronte degli arrivi di Claudio Munini da Castellanza, Matteo Piani da Corno di Rosazzo, Giacomo Zecchin da Trieste più il quartetto Riccardo Barazzutti, Andrea Gambaro, Michele Vischi e Alessio Zakelj dall’Ubc Udine. Alle loro spalle, i più promettenti dal settore giovanile “unito”. Al termine di un girone d’andata fatto di 11 vittorie e 2 sole sconfitte, l’Apu s’è laureata campione d’inverno e s’è qualificata per la Final eight di coppa Italia in programma a Cecina nel marzo 2013. E prima dell’avvio del girone di ritorno, il ds Davide Micalich ha piazzato il colpo da novanta sul mercato: l’ex A e LegaDue, Ivan Gatto. La Gsa ha lottato gomito a gomito con la Friuladria Pienne Pordenone per tutto il girone di ritorno, ma non ha raccolto la promozione diretta in Dnb solo per quoziente canestri favorevole ai naoniani nell’arrivo a pari punti. Così, nei play-off, capitan Confente e soci hanno regolato una dietro l’altra Caorle nei quarti (2-0), Marghera in semifinale (2-0) e Montebelluna in finale (2-0). Il 5 giugno 2013, davanti a un centinaio di sostenitori udinesi in trasferta a Montebelluna, la Gsa ha festeggiato il ritorno stavolta sul campo in Dnb.

#### La sfumata promozione e la stagione 2013-2014
Dopo essere tornata nella quarta serie nazionale, la società friulana allestisce una formazione competitiva fatta principalmente da giocatori del territorio sempre agli ordini di coach Andrea Paderni. I confermati dalla promozione sono tre: Claudio Munini, Matteo Piani e Matias Principe. I nuovi acquisti sono molti: Andrea Piazza da Costa Volpino, Riccardo Miniussi da Corno di Rosazzo, Federico Bellina da Casalpusterlengo, Filiberto Dri da Legnano, Riccardo Truccolo reduce da un brutto infortunio a Orzinuovi, Joel Zacchetti da Napoli più i giovani Paride Bianchini da Codroipo, Edoardo Ughi da Pordenone e la nutrita pattuglia del settore giovanile udinese come Michele Vischi e Paride Feruglio. La neopromossa squadra bianconera parte abbastanza bene, firma Ousmane Gueye al posto di Miniussi e veleggia nelle posizioni di vertice alle spalle delle altre quattro “sorelle” Orzinuovi, Legnano, Montichiari e Treviso. Nel girone di ritorno, dopo che Piani ha salutato la compagnia sotto Capodanno, accusa una flessione importante. Arriva il senior assistant Lorenzo Bettarini, ma non basta. Viene purtroppo cambiato l’allenatore, da Paderni a Luca Corpaci, e la Gsa chiude al quinto posto nella griglia play-off. Nel primo turno, c’è il derby Triveneto contro Treviso dell’ex Gatto che, nella recente fase ad orologio, aveva inflitto un sonoro -30 a capitan Munini e soci. Gara 1 viene persa a Ponzano, ma la Gsa impatta al Benedetti e sbanca il palaCicogna trevigiano nella “bella” con i tifosi udinesi in visibilio. Si va in semifinale contro la testa di serie numero 1, Orzinuovi. La Gsa passa in terra bresciana in gara 1 e può chiudere i conti in casa in gara 2. Il Benedetti è stracolmo, però la Gsa soffre la pressione e perde di 4. Si torna a Orzinuovi per la “bella”, la Gsa tiene in mano il pallino per tanto tempo anche se nel finale la spuntano gli acciaccati padroni di casa. Così, arriva al capolinea l’avventura della neopromossa Gsa nella stagione 2013/2014 che rilancia le proprie ambizioni durante l’estate.

#### La sfortunata stagione 2014-2015
Resta coach Corpaci, che aveva rinnovato per due stagioni dopo gara 1 di semifinale, e come suo vice arriva dalla Virtus Siena il cervignanese Federico Vignola. Il parco giocatori viene rifatto quasi completamente. Rimangono i soli Piazza, Principe e Zacchetti anche perché per una sua scelta di vita capitan Munini decide di uscire dal contratto pluriennale. Al suo posto viene nominato lo stesso Zacchetti. Questi sono i nuovi arrivi: Giuseppe Anello e Vincenzo Di Viccaro da Agrigento, Davide Poltroneri da Trento, Andrea Pilotti da Latina, Gionata Zampolli da Piacenza e il croato Marko Mlinar da Zadar. Il decimo è un giovane del settore giovanile, Marco Bacchin e Michele Maran, più l’orvietano di stanza a Udine per studio, Bernardo Ciriciofolo. Sulla carta, la Gsa è forte, ma non decolla pur sostando sempre nelle prime posizioni della classifica. La stagione regolare viene chiusa al secondo posto dietro alla capolista Cento, con il momento clou vissuto in concomitanza con la doppia vittoria sulla blasonata Fortitudo Bologna sia al palaDozza che al palasport di Cividale che ha ospitato la Gsa anche contro Orzinuovi, Pordenone e Montichiari. Nei quarti di finale dei play-off, la Gsa trova Bergamo, giunta settima. Gli orobici passano al Benedetti in gara 1, poi la Gsa vince a Bergamo in gara 2 e rinvia il discorso alla “bella”. Bergamo rivince a Udine, sulla falsa riga del primo atto, ed estromette Udine dai play-off. C’è tanta delusione, ma l’entusiasmo non manca. Tra maggio e giugno 2015, l’Apu tratta con Roseto, Ravenna e Recanati il diritto di A2, ma viene in pratica usata per recuperare contributi e/o sponsorizzazioni.

#### L'agognata promozione nella stagione 2015-2016
Si riparte dunque dalla serie B. Esonerato Luca Corpaci, il presidente Pedone e il gm Micalich piazzano un colpo per la panchina con la firma di Lino Lardo. Restano Joel Zacchetti e Davide Poltroneri. Arrivano Riccardo Truccolo dall’Alto Sebino, Riccardo Castelli da Ferrara, Gianluca Marchetti da Barcellona Pozzo di Gotto, Michele Ferrari e Vittorio Nobile da Pordenone, Mauro Pinton da Treviso e, soprattutto, Manuel Vanuzzo reduce dal “triplete” con Sassari che diventa il nuovo capitano. I giovani aggregati sono Michele Maran, Bernardo Ciriciofolo, Raphael Chiti e Matteo Norbedo. La stagione comincia bene, le dirette avversarie sono Bergamo e Orzinuovi. La squadra rifila ventelli e trentelli a tante avversarie nel corso del suo cammino nonostante la parentesi della quarta d’andata quando l’Apu Gsa cade in casa contro Orzinuovi. L’idea di molti, tuttavia, è quella che il match diretto sia arrivato troppo presto. Pensiero confermato. Udine aggancia il primo posto in classifica a ridosso della fine del girone d’andata e non lo molla più. Nel frattempo, la compagine bianconera vince a Bergamo, poi dal mercato arrivano due giocatori di valore. Dapprima Christian Di Giuliomaria. Poi, Antonio Porta, proprio il giorno dopo il sacco di Orzinuovi, battuta di 27 a casa propria. Il ko interno di 1 contro Bergamo non mina la leadership dei friulani che si affacciano ai play-off dalla pole position. Nei quarti di finale, Padova viene sconfitta 2-0. In semifinale, Milano s’inchina 3-0. Si arriva in finale, contro Bergamo che ha estromesso dalla lotta Orzinuovi in semifinale. Gara 1 e 2 si giocano a Udine. L’Apu Gsa non fallisce il primo punto, sì il secondo. Si va a Bergamo per gara 3 e 4. Nel terzo atto della saga, gli orobici vincono e mettono spalle al muro i friulani. Il gruppo si compatta, sbanca Bergamo e si va alla “bella” di nuovo al Benedetti. Si fatica a fare entrare tutti i tifosi udinesi che spingono capitan Vanuzzo e compagni al successo in gara 5. Non basta per la promozione. Bisogna affrontare la Final four di Montecatini. La data da cerchiare in rosso nella storia del basket udinese è l’11 giugno 2016. L’Apu Gsa, con 300 cuori bianconeri al proprio fianco più quelli da casa incollati a Udinese tv che ha trasmesso la diretta, batte Forlì e riporta il Friuli in A2.

#### L'esordio in A2 nella stagione 2016-17
La stagione 2016/2017, quella appunto del ritorno di Udine in A, comincia con coach Lino Lardo e il suo staff interamente confermati. Nel parco giocatori, i confermati sono ben sette: capitan Manuel Vanuzzo, Joel Zacchetti, Riccardo Truccolo, Riccardo Castelli (poi ceduto nel corso del campionato a Forlì), Mauro Pinton, Michele Ferrari e Vittorio Nobile. Sono quattro, invece, i nuovi arrivati: Gino Cuccarolo, Andrea Traini e i due Usa, Stan Okoye e Allan Ray. A questi viene aggiunto il classe 2000 Ousmane Diop. L’Apu Gsa, che per la chiusura del Carnera gioca le sue gare casalinghe a Cividale, nella prima parte della stagione fa i conti con numerosi infortuni che minano la chimica di squadra. I risultati, seppur altalenanti, consentono alla matricola friulana di stare sempre al di fuori della zona play-out e cogliere importanti successi blasonati contro Treviso e Fortitudo Bologna. Si arriva all’anno nuovo. Sull’asse Udine – Torino viene intavolato uno scambio che porta Cuccarolo sotto la Mole e Aka Fall all’ombra del Castello udinese. Poi, a marzo, si infortuna anche Allan Ray (poi ceduto in Turchia) e il gm Davide Micalich si fionda sul mercato dove pesca l’estone Rain Veideman. Il play baltico dà la svolta. Arrivano sei vittorie consecutive nelle ultime sei giornate di campionato, tra cui il fantastico +18 su Trieste. Non basta per entrare nei play-off, mancavano due soli punti.

#### I primi playoff di A2 per l'APU durante la stagione 2017-18
Nell’estate 2017, l’Apu Gsa conferma lo staff tecnico a cui viene aggiunto il vice allenatore Paolo Montena. Poi, vengono confermati i giocatori Vittorio Nobile, Mauro Pinton, Rain Veideman, Ousmane Diop e il nuovo capitano Michele Ferrari. I nuovi arrivati sono Kyndall Dykes, Tommaso Raspino, Andrea Benevelli, Francesco Pellegrino e Chris Mortellaro. L’Apu Gsa da Cividale torna al Carnera e la campagna abbonamenti estiva si chiude con 1900 tessere sottoscritte, poi oltre 2000 quando la campagna viene riaperta per il girone di ritorno: un risultato straordinario. La squadra parte con due sconfitte, ma si toglie la scimmia dalla palla battendo Ravenna in casa. Il girone d’andata viene chiuso al terzo posto dietro Trieste e Fortitudo Bologna, il momento clou è il successo del 29 dicembre 2017 contro i giuliani al Carnera dopo avere battuto tra le mura amiche anche Treviso e Montegranaro: c’è la qualificazione alla Final eight di Coppa Italia a marzo 2018 (fuori nei quarti contro Biella). Inoltre, a dicembre, a seguito dell’infortunio al quarto metacarpo della mano sinistra subìto da Pinton, il gm Micalich raggiunge un accordo per l’arrivo in prestito di Andrea La Torre via Olimpia Milano, ma poco dopo il figlio d’arte chiede di trasferirsi a Rieti. Nel girone di ritorno, l’Apu Gsa balbetta, ma si qualifica comunque ai play-off centrando l’obiettivo da quarta classificata ad est. La spinta decisiva arriva con l’approdo di Troy Caupain in Friuli dai Lakeland Magic. Il suo esordio combacia col derby di ritorno, il 15 aprile 2018, all’Alma arena con Udine che è reduce dal -18 di Porto San Giorgio contro Montegranaro. Caupain viene gettato nella mischia, lasciando fuori per turnover Rain Veideman che è in fase calante. Succede che l’Apu Gsa sbanca Trieste dopo due supplementari: cose viste di rado a queste latitudini. Negli ottavi dei play-off, Udine batte 3-1 Tortona, poi nei quarti i friulani alzano bandiera bianca per 1-3 contro Casale Monferrato. A fine stagione, l’Apu Gsa si congeda da Lino Lardo dopo un triennio ricco di soddisfazioni.

#### L'esonero di coach Cavina durante la tribolata stagione 2018-2019
Il 1º giugno 2018, la società presenta il nuovo allenatore, Demis Cavina. Poi, conferma Chris Mortellaro, Francesco Pellegrino e Mauro Pinton che diventa nuovo capitano al posto di Michele Ferrari passato alla Virtus Padova in serie B. Il gm Micalich prende due americani, la guardia Trevis Simpson dall’Ungheria e l’ala grande Marshawn Powell da Montegranaro. Nuova la coppia di play: Lorenzo Penna da Imola dov’era allenato da Cavina e Marco Spanghero da Tortona. In ala piccola arrivano Riccardo Cortese (Mvp italiano nella stagione 2017-2018) da Ferrara e Stefan Nikolic da Montegranaro. Il cambio di Powell è Salvatore Genovese, proveniente da Firenze di serie B. Come giovani del vivaio vengono aggregati Raphael Chiti e Daniel Ohenhen. La squadra viaggia nei piani alti della classifica, ma il rendimento è altalenante: pressoché infallibile in casa (alla fine saranno solo due i ko interni a fine ritorno contro Montegranaro e Cagliari) quanto vulnerabile in trasferta. L’Apu Gsa arriva quinta a fine andata, poi a fine gennaio dopo la netta sconfitta a Mantova viene esonerato Demis Cavina. Al suo posto arriva Alberto Martelossi che centra l’importante successo al PalaCarnera contro la capolista Fortitudo Bologna e anche Alessandro Amici che tuttavia si fa male a una spalla nel primo allenamento in bianconero. Esordisce Amici, ma si fa male Cortese al capitello del gomito destro. La sfortuna (menisco di Powell, per esempio) non dà pace ai friulani che arrivano quinti anche a fine ritorno e si qualificano ai play-off. Negli ottavi di finale, l’accoppiamento riserva Biella. Gara 1 la vince Udine con Amici che si frattura la mano sinistra, mentre i piemontesi conquistano le tre altre sfide vincendo la serie 3-1 appunto nonostante il rientro.

#### Lo stop della stagione 19-20 a causa del COVID-19
A fine maggio 2019, l’Apu Gsa annuncia il nuovo allenatore per la stagione 2019-2020: Alessandro Ramagli. A luglio cambia il main sponsor con Old Wild West che decide di abbinare ancora di più il suo marchio alla massima realtà cestistica friulana. La società conferma capitan Riccardo Cortese e Lollo Penna. Nel frattempo, mentre arrivano Andrea Amato e Agustin Fabi, tornano a casa Vittorio Nobile, Michele Antonutti e Giacomo Zilli. Gli americani sono la guardia TJ Cromer (top scorer nelle massime serie bosniaca e ucraina) e il lungo Gerald Beverly, sceso in A2 da Brescia. La squadra accusa alti e bassi, vincendo spesso in trasferta e perdendo un po’ di troppo al PalaCarnera nell’anno del record di abbonati: 2600. Ci si mettono di mezzo anche numerosi infortuni che frenano il percorso di crescita. Cammin facendo, a fronte del rilascio di Cortese arriva Giulio Gazzotti, sceso pure lui dalla serie A di Cremona. L’Apu Oww comincia a svoltare e, forse, comincia a decollare con l’innesto di Arturs Strautins, pure lui sbarcato in Friuli dalla serie A (Trieste). Dopo la penultima di ritorno di stagione regolare il campionato si ferma a causa del coronavirus che non dà scampo al basket italiano. L’annata viene annullata, senza promozioni e retrocessioni.

#### La stagione 2020-2021 a porte chiuse
Dopo l'interruzione della stagione precedente a causa della pandemia, il campionato di A2 riprende il suo regolare svolgimento ma, per questioni di sicurezza pubblica legate alla COVID-19, senza il pubblico. Del tutto all'improvviso, al termine del campionato scorso giungono al CdA le dimissioni dell'amministratore delegato Micalich, costringendo la società a modificare l'assetto amministrativo. Successivamente l'APU ingaggia come head coach il giuliano Matteo Boniciolli, mantenendo, comunque l'udinese Alberto Martellossi (approdato a Udine dopo l'esonero di Ramagli come primo allenatore) con il ruolo di Direttore dell'area sportiva. Altro ritorno in casa APU è il preparatore atletico Luigino Sepulcri nativo di Udine e grande amico del presidente Pedone. Sul fronte giocatori arrivano importanti rinnovi come quelli di Vittorio Nobile, Michele Antonutti e Francesco "Ciccio" Pellegrino, e gli ingaggi di Joseph Mobio, Lodovico Deangeli, Nazzareno Italiano, Marco Giuri e l'americano Dominique Johnson dando così forma ad un roster di per sé molto ambizioso che durante la stagione riuscirà a centrare due finali, in Coppa Italia e in campionato, sfiorando la promozione in Serie A. Altro grande vanto, per la società bianconera in questa annata è quello di aver avuto il primo ed unico palazzetto idoneo alle norme, permettendo così l'accesso dei tifosi.

#### La sfumata promozione nella stagione 2021-2022
Dopo l'impressionante e vincente campionato scorso, la società riconferma come primo allenatore Matteo Boniciolli, insieme ai suoi assistenti Finetti e Campigotto e anche tra i giocatori molti vengono riconfermati, Nobile, Antonutti, Pellegrino, Italiano e Giuri rinforzando l'organico della squadra con il play Cappelletti, il promettente italoamericano Esposito, l'ala Ebeling e i due stranieri Trevor Lacey e Brandon Walters. Durante la stagione regolare la squadra si classifica prima con solo 4 sconfitte, diventando la perfetta candidata per la promozione in LBA, ai playoff, vince al primo turno con San Severo 3-1, poi alle semifinali con Chiusi 3-0 e, arrivata alle finali incontra Verona che gli dà filo da torcere, la prima al PalaCarnera va all'APU che vince 67-64, gara 2 se l'aggiudica Verona ribaltando il risultato di gara 1, ovvero 67-64 ai danni degli udinesi. I medesimi, nonostante la impressionante stagione regolare, già durante i primi due match si dimostrano in difficoltà contro gli scaligeri (sesti in stagione regolare) palesando stanchezza fisica e mentale. Quando la serie si sposta a Verona la compagine di Boniciolli perde di circa 10 lunghezze gara 3, facendo sperare i tifosi dell'APU in un miracolo per gara 4, che invece viene vinta dalla Tezenis ai danni di Udine che perde 83-57, stabilendo una sconfitta umiliante che porta, invece, i gialloblù alla promozione in A1. Grande il rammarico per la società di Alessandro Pedone, che persino l'anno prima si era spenta in finale contro Napoli sempre sotto la giuda di Matteo Boniciolli.

#### L'ambizione e il desiderio di rivendicarsi nella stagione 2022-2023
All'alba dell'inizio dei mesi estivi, quindi del mercato, l'APU agisce immediatamente confermando l'allenatore Boniciolli, mossa che lascia tutto l'ambiente udinese sbalordito, che si sarebbe aspettato una rescissione del contratto per iniziare un nuovo ciclo sportivo. Anche gran parte del roster viene confermato, lasciando andare i due americani, Cappelletti, Giuri, Pieri. Per la costruzione della squadra si punta su una aspetto fondamentale: la friulanità, infatti vengono ingaggiati Antonutti, Nobile, Gaspardo, Cusin e Mian, tutti provenienti dalla regione. In agosto viene firmato con Gaston Whelan un periodo di prova fino a inizio campionato per poi fare decidere al giocatore se proseguire con la società. L'altro straniero preso da Boniciolli e Martellossi è la comboguard (camuffata play) Keshun Sherril, giocatore con un brillante tiro da 3 con trascorsi in Turchia e Olanda, la squadra viene completata verso metà luglio, dichiarando inoltre la ferma intenzione di raggiungere la serie A. Whelan agli inizi di settembre decide di non proseguire con il contratto e viene quindi ingaggiato l'ex NBA Orlando Magic Isaiah Briscoe. La stagione non inizia brillantemente data la sconfitta inflitta da San Severo in Supercoppa. Fin da subito l'APU si dimostra incapace di affrontare avversarie di alto livello, riuscendo a vincere solo contro le squadre più sottovalutate. A dicembre, per rinforzare la squadra viene inoltre aggiunto un elemento come Alessandro Gentile, ex Olimpia Milano. Quando, nei quarti di Coppa Italia, la squadra incassa un'altra disastrosa sconfitta, arriva improvvisamente la decisione di esonero di Matteo Boniciolli, promuovendo da assistente allenatore ad allenatore il giovane di 27 anni Carlo Finetti, con la squadra già da 3 anni. Appena subentra il tecnico senese, si avviano subito movimenti di mercato per rinforzare e riequilibrare la squadra: viene ceduto il play Federico Mussini a Cento e avviene lo scambio di Mian con Scafati, nel quale Udine ottiene il play Monaldi, reduce da due promozioni di fila. La stagione prosegue con alti e bassi, evidenziando sempre la difficoltà a giocare contro le cosiddette "big" del campionato, Udine chiude la regular season classificandosi quarta e seconda in fase a orologio. Nel frattempo vengono ingaggiati l'under Gianmarco Bertetti, e in sostituzione di Sherril, arriva il prestito da Trieste dell'ala-centro USA Emanuel Terry Accede ai playoff, disputa il primo turno con Cividale arrivando fino a gara 5, passa poi alle "dure" semifinali contro Forlì, nelle quali si evidenzia ancora difficoltà per la squadra, l'avventura dell'APU in postseason si chiude a casa dei forlivesi perdendo 3-0.

#### La promozione nel 2024-2025
Domenica 13 aprile 2025 la Apu Old Wild West Udine è certa del primo posto in Serie A2 e promossa in Serie A.

## Cronistoria
| Cronistoria dell'Amici Pallacanestro Udine |
| --- |
| - 1944 · Fondazione dell'Associazione Pallacanestro Udinese. - 1946-1947 · 4ª nel girone IV di Serie A. - 1967-1968 · 1ª nel girone A di Serie B, promossa in Serie A. Ottavi di finale di Coppa Italia. - 1968-1969 · 7ª in Serie A. Quarti di finale di Coppa Italia. - 1969-1970 · 10ª in Serie A. Ottavi di finale di Coppa Italia. - 1970-1971 · 8ª in Serie A. Quarti di finale di Coppa Italia. - 1971-1972 · 6ª in Serie A. Quarti di finale di Coppa Italia. - 1972-1973 · 5ª in Serie A. Quarti di finale di Coppa Italia. - 1973-1974 · 11ª in Serie A, vince gli spareggi salvezza. Finale di Coppa Italia. Quarti di finale di Coppa Korać. - 1974-1975 · 8ª in Serie A1, 1ª nel girone B di classificazione. - 1975-1976 · 6ª in Serie A1, 8ª nella poule scudetto. - 1976-1977 · 12ª in Serie A1, 4ª nella poule classificazione B, retrocessa in Serie A2. Quarti di finale di Coppa Korać. - 1977-1978 · 6ª in Serie A2, 7ª nella poule classificazione B. - 1978-1979 · 6ª in Serie A2, perde i play-off promozione. - 1979-1980 · 9ª in Serie A2. - 1980-1981 · 7ª in Serie A2. - 1981-1982 · 10ª in Serie A2. - 1982-1983 · 9ª in Serie A2. - 1983-1984 · 2ª in Serie A2, promossa in Serie A1, ottavi di finale dei play-off scudetto. Fase a gironi di Coppa Italia. - 1984-1985 · 15ª in Serie A1, retrocessa in Serie A2. Fase a gironi di Coppa Italia. - 1985-1986 · 4ª in Serie A2, promossa in Serie A1, ottavi di finale dei play-off scudetto. Ottavi di finale di Coppa Italia. - 1986-1987 · 15ª in Serie A1, retrocessa in Serie A2. Sedicesimi di finale di Coppa Italia. - 1987-1988 · 8ª in Serie A2, 5ª nel girone giallo dei play-out di Serie A1. Semifinali di Coppa Italia. - 1988-1989 · 10ª in Serie A2, 6ª nel girone verde dei play-out di Serie A1. Sedicesimi di finale di Coppa Italia. - 1989-1990 · 11ª in Serie A2. Fase a gironi di Coppa Italia. - 1990-1991 · 13ª in Serie A2. Ottavi di finale di Coppa Italia. - 1991-1992 · 16ª in Serie A2, retrocessa in Serie B d'Eccellenza. Sedicesimi di finale di Coppa Italia. - 1992 · rifondata come Libertas Udine. - 1992-1993 · 2ª in Serie B d'Eccellenza, eliminata ai play-off, ripescata in Serie A2. - 1993-1994 · 14ª in Serie A2. Sedicesimi di finale di Coppa Italia. - 1994-1995 · 15ª in Serie A2, retrocessa in Serie B d'Eccellenza. Sedicesimi di finale di Coppa Italia. - 1995-1996 · 8ª nel girone A di Serie B d'Eccellenza, 2ª nel gruppo 1 dei play-out, non iscritta al campionato seguente. - 1999 · Fondazione della Pallalcesto Amatori Udine con sede a Udine, ammessa in Serie A2. - 1999-2000 · 6ª in Serie A2, finale dei play-off promozione, promossa in Serie A1. - 2000-2001 · 7ª in Serie A1, quarti di finale dei play-off scudetto. Fase a gironi della Supercoppa italiana. - 2001-2002 · 12ª in Serie A, ottavi di finale dei play-off scudetto. Ottavi di finale di Coppa Saporta. - 2002-2003 · 17ª in Serie A. Ottavi di finale di ULEB Cup. - 2003-2004 · 12ª in Serie A. - 2004-2005 · 15ª in Serie A. - 2005-2006 · 5ª in Serie A, quarti di finale dei play-off scudetto. Quarti di finale di Coppa Italia. - 2006-2007 · 12ª in Serie A. Ottavi di finale di ULEB Cup. - 2007-2008 · 16ª in Serie A. - 2008-2009 · 16ª in Serie A, retrocessa in Legadue. - 2009-2010 · 7ª in Legadue, quarti di finale dei play-off promozione. - 2010-2011 · 7ª in Legadue, quarti di finale dei play-off promozione, non si iscrive alla stagione successiva per fallimento. - 2024-2025 · 1ª in Serie A2, promossa in Serie A. |

## Statistiche

### PAU Udine
| stagione  | denominazione   | serie | posiz. | Pt | G  | V  | P  | PF   | PS   | post-season                                      | formazione |
| --------- | --------------- | ----- | ------ | -- | -- | -- | -- | ---- | ---- | ------------------------------------------------ | --- |
| 2010-2011 | Snaidero Basket | L2    | 7      | 34 | 30 | 17 | 13 | 2250 | 2299 | Play-off elim. quarti. Cessa l'attività sportiva | |
| 2009-2010 | Snaidero Basket | L2    | 7      | 34 | 30 | 17 | 13 | 2283 | 2236 | Play-off elim. quarti                            | 4 Donte Mathis, 6 C.C. Harrison, 7 Joel Zacchetti, 8 David Brkic, 9 Riccardo Truccolo, 10 Demetric Bennett, 11 Luigi Dordei, 12 Davide Pascolo, 14 Michele Ferrari, 16 Marco Maganza. Capo allenatore: Demis Cavina. Vice allenatore: Goran Bjedov, Giancarlo Stradolini |
| 2008-2009 | Snaidero Basket | A     | 16     | 12 | 30 | 6  | 24 | 2329 | 2587 | Retrocessa in Legadue                            | 4 Contento, 5 Anderson, 6 Musso, 7 D'Ercole, 8 Ortner, 9 Antonutti, 10 Di Giuliomaria, 11 Forte (dall'11/12/2008 al 05/05/2009), 12 Romero, 14 Torres (fino al 15/04/2009), 15 Allen (dal 12/02/2009), 16 Maganza, 17 Buškevics (dall'11/12/2008 al 27/04/2009), 18 Gomez (fino al 16/04/2009), 19 Jackson (fino al 31/03/2009). Allenatori: Attilio Caja (fino al 25 novembre 2008), Romeo Sacchetti (fino al 7 aprile 2009), Mario Blasone (dal 9 aprile 2009). |
| 2007-2008 | Snaidero Basket | A     | 16     | 26 | 34 | 13 | 21 | 2591 | 2760 | no                                               | 4 Bosio, 5 Allen, 6 Schultze, 7 Zacchetti, 8 Green, 9 Antonutti, 10 Di Giuliomaria, 11 Vetoulas, 12 Penberthy, 14 Truccolo, 15 Sales, 17 Lovatti, 18 Stroppolo. Allenatore: Cesare Pancotto. |

## Colori e simboli

### Colori
L'Apu fin dalla nascita veste i colori bianco e neri, tinture simbolo della città di Udine e anche della squadra di calcio del comune.

## Palmarès

### Competizioni nazionali
Campione d'Italia Dilettanti: 1
2024-25
 Coppa Italia LNP: 1
2022

## Palazzetto

### Gli inizi al Benedetti
Nelle prime stagioni sportive la nascente Amici Pallacanestro Udinese disputa le sue partite casalinghe al palasport "Manlio Benedetti" in via Marangoni a Udine, rimane nel suddetto palazzetto fino all'ingresso in A2 durante la stagione 2016-17, lo spostamento fu attuato per la scarsa capienza del Benedetti.

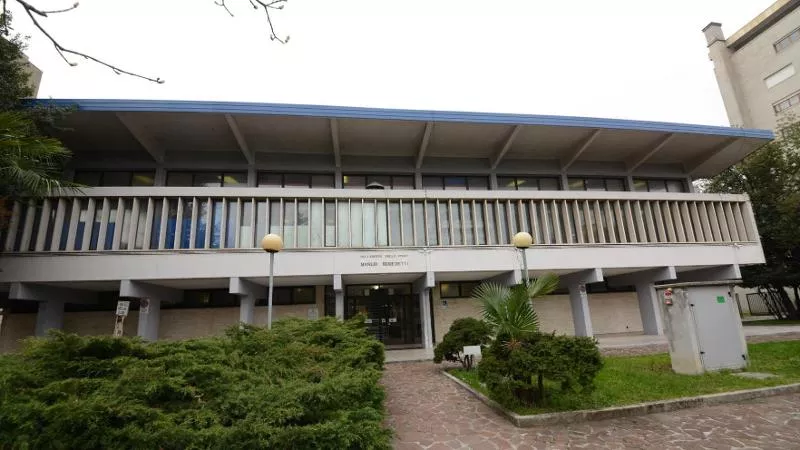
Una veduta esterna del Pala Benedetti, in via Marangoni, a Udine

### L'ingresso in A2 e l'esordio al Pala Perusini
Data la capienza minima richiesta dalla LNP per partecipare alla Legadue, l'Apu fu costretta a giocare le sue gare a Cividale, spostandosi quindi dal comune della società. Udine giocò l'intera stagione 2016-17 al palasport Gesteco.

### Il desiderio del Carnera e l'inizio dei lavori

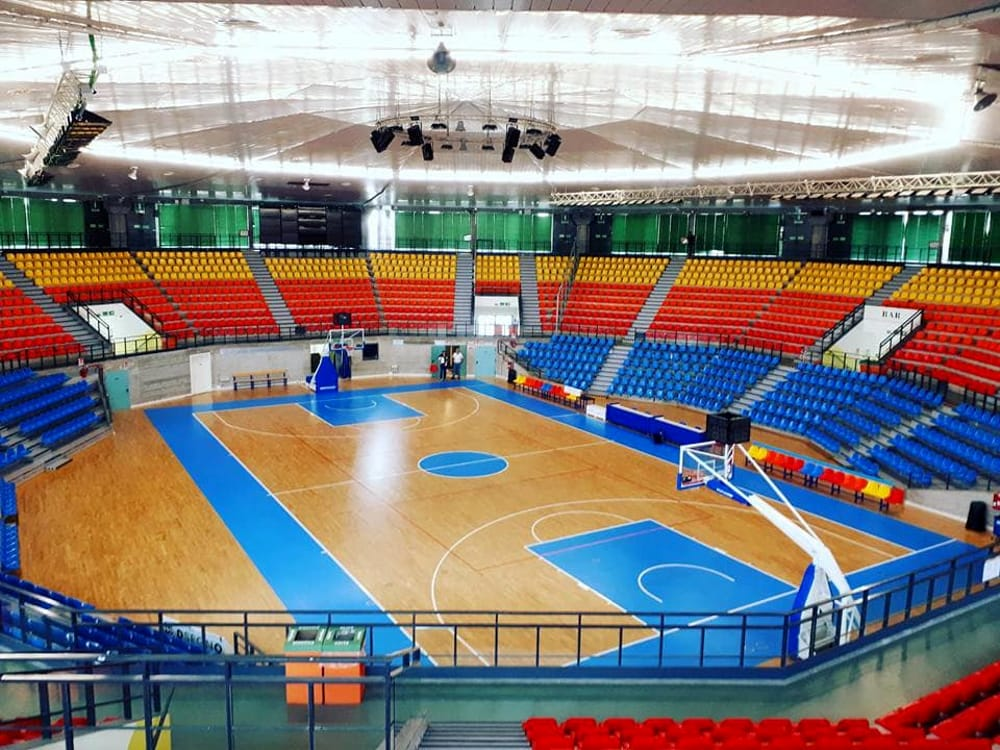
L'interno e il campo del "rinnovato" palasport Primo Carnera

Fin dall'ingresso in A2 la società si adoperò immediatamente per poter gareggiare le sue partite in casa al Pala Carnera, simbolo del basket udinese, però gli fu impossibile data l'inagibilità e gli interventi di ripristino, restauro e recupero che stava subendo l'impianto già dal 2006 iniziati con il bando dell'affidamento dei lavori, che vennero poi sospesi per essere riattivati nel momento della necessità per l'Apu Gsa nel 2016. In un anno, precisamente il 26 giugno 2017 il palasport Primo Carnera riaprì ufficialmente i battenti, al termine di un complesso intervento di ristrutturazione costato 3.290.000 euro, il palazzetto fu inaugurato nel corso di una cerimonia alla presenza di numerose autorità, tra le quali naturalmente il sindaco di Udine, Furio Honsell, la presidente della Regione, Debora Serracchiani, l'assessore ai Lavori pubblici, Pierenrico Scalettaris, l'assessore allo Sport, Raffaella Basana, oltre a numerosi altri amministratori e rappresentanti dello sport regionale. Subito dopo la riapertura il nuovissimo Carnera ospitò il Mondiale Under 19 Femminile dal 22 al 30 luglio.

### Tutti gli interventi della ristrutturazione del Pala Carnera
Uno dei requisiti primari dell’intervento era rappresentato dall’esigenza di garantire l’affidabilità strutturale dell’intero complesso con particolare riguardo per la struttura di copertura: l’opera, realizzata negli anni ’60 con una copertura in carpenteria metallica, è stata progettata in un’epoca in cui le strutture in acciaio non erano soggette a particolari obblighi. Le attuali normative sulle strutture sono molto più severe e restrittive, ed è stato quindi necessario un intervento di rinforzo. Un altro intervento strutturale la cui necessità è emersa durante i sopralluoghi effettuati ha riguardato le gradinate, e ha portato alla legatura delle stesse alle travi portanti. È stata poi realizzata la nuova scala di sicurezza esterna in struttura di calcestruzzo armato, e si è proceduto a portare a compimento una serie di interventi riguardanti la prevenzione antincendio: aumentando il numero degli idranti, sostituendo il parquet in legno al di fuori dell’area di gioco con uno omologato in Classe 1 di reazione al fuoco, il linoleum posto sui gradoni privo di classificazione e i controsoffitti non aventi caratteristiche note di reazione al fuoco. Infine si è andati a realizzare un impianto di rivelazione ed allarme incendio, mentre altri rifacimenti hanno riguardato l'impianto di termoventilazione, l'impianto idrico-sanitario e gli impianti elettrici. L'opera di rifacimento ha avuto un costo complessivo di 3.290.000 euro.

### Il palazzetto dello sport Primo Carnera, casa dell'Amici Pallacanestro Udinese
Dalla stagione 2017-18 l'APU gioca i suoi incontri casalinghi al palasport Carnera che ha una capienza di 3.509 persone, suddivise in 3.419 spettatori e 90 addetti (giornalisti, operatori TV, persone al bar, persone in sala VIP, addetti alla sicurezza). Nella stagione 2020-21, dopo l'emergenza COVID-19, il Pala Carnera è stato il primo palazzetto a livello nazionale ad essere dotato di un sistema di rilevazione della temperatura estremamente rapido e affidabile, fornito dall’azienda friulana Calzavara, in grado di garantire la massima sicurezza agli spettatori senza gravare sui tempi di attesa agli ingressi. L’obiettivo non è solo rispondere a un’esigenza immediata, ma definire anche una modalità di accesso all’insegna della totale sicurezza in previsione della riapertura completa dell’impianto friulano (circa 3.500 posti).

### Il nuovo Carnera 4.0

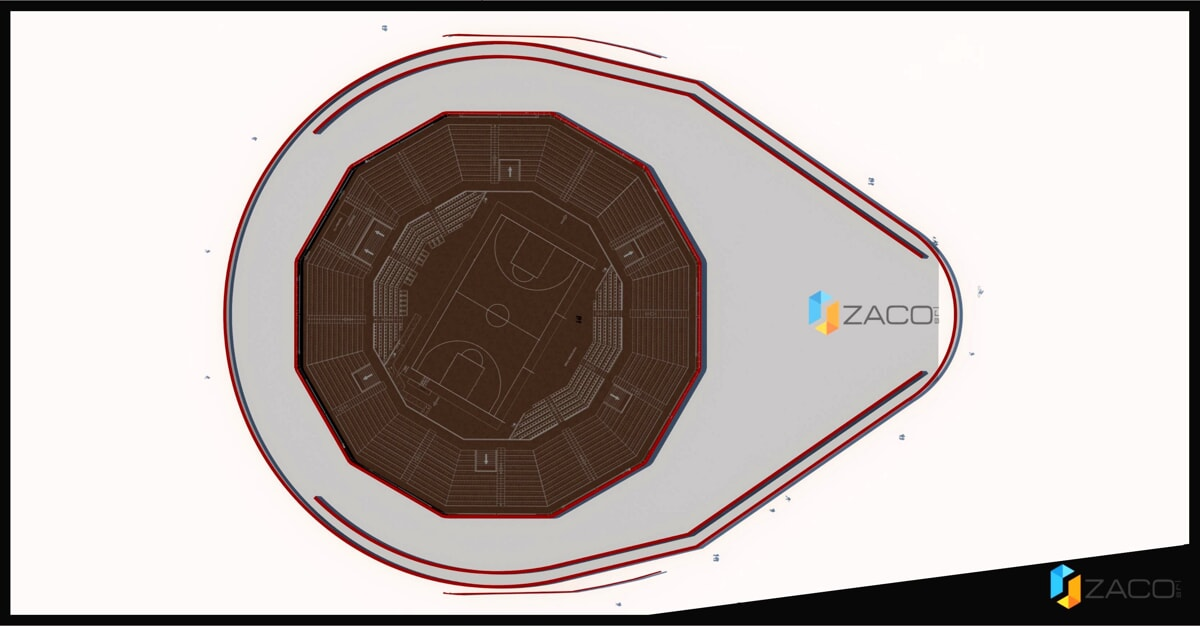
Una planimetria dall'alto che mostra, in rosso, la struttura che verrà costruita attorno all'attuale impianto

Nel dicembre 2022 viene presentato il progetto di ampliamento e riqualificazione del palazzetto dello sport dei Rizzi. Il progetto propone una struttura esterna che includerà il palazzetto esistente. L'attuale impianto verrà sostanzialmente “incapsulato” nel nuovo, preservandone la location storica. Nell'anello esterno verranno creati un business hotel e un aparthotel dotato di servizi. Potranno essere al servizio di spettatori sia di Apu che dell'Udinese Calcio. Prevista la realizzazione di un moderno centro di riabilitazione e preparazione atletica, rivolto agli sportivi che praticano la pallacanestro, ma anche altri sport come rugby, pallavolo, pallamano. Con adiacente una spa aperta al pubblico anche con funzioni riabilitative.
Un secondo impianto indoor di pallacanestro e pallavolo potrà essere usato, anche in contemporanea, per le partite delle formazioni giovanili, maschili e femminili, oltre che della prima squadra femminile. Questo ulteriore campo potrà essere utilizzato come auditorium e centro congressi, con una capienza fino a un massimo di 500 persone. Nel pacchetto anche 30 date l'anno, per cominciare, di concerti o altri spettacoli, concordati con un partner esperto nell’organizzazione di eventi. Infine, il palazzetto sarà di dotato di impianti moderni per il contenimento dei consumi energetici, che al momento sono dispendiosi, "considerato che l’impianto risale agli anni ’70 e nell’ultimo intervento di riqualificazione non si è puntato su questo tema” precisa Pedone.

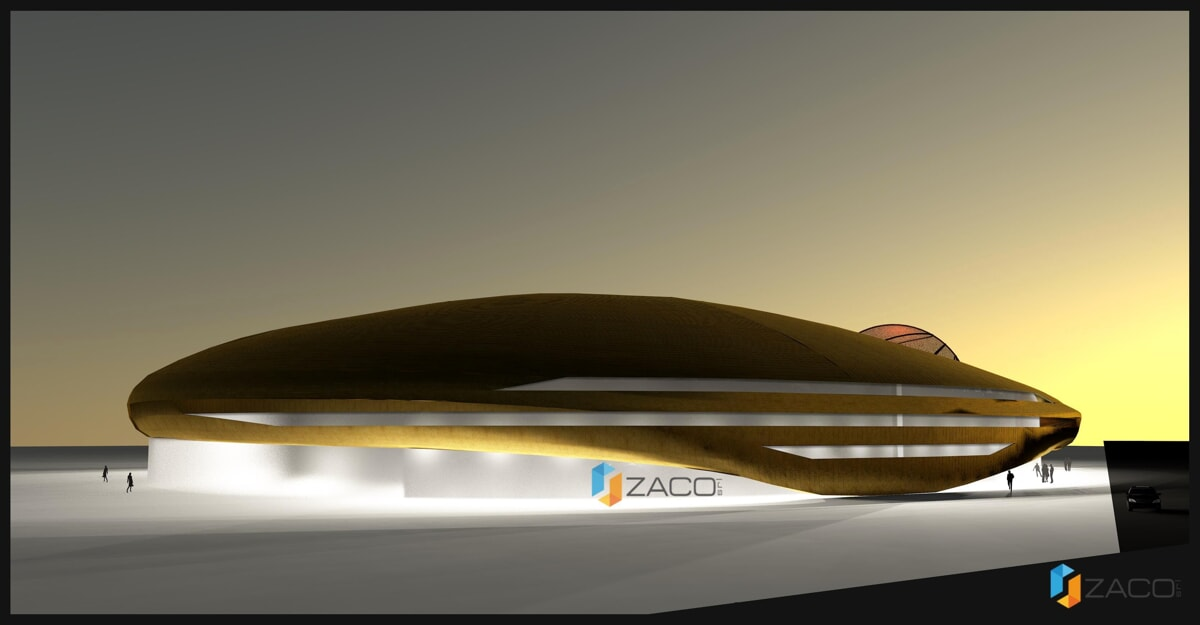
Un rendering del nuovo Carnera, dove verrà realizzata una capsula esterna che ingloberà l'esistente palazzetto

L’opera finita consentirà alla città di Udine di avere una struttura indoor capace di ospitare manifestazioni, concerti ed eventi per un pubblico complessivo di oltre 7 mila spettatori. Il costo stimato dell'operazione è di 28 milioni di euro circa. I lavori verranno avviati nell'autunno 2023 e la stima prevista del cantiere è intorno ai 28 mesi.

## Tifoseria
La tifoseria che segue le vicissitudini della squadra friulana è la "Gioventù Bianconera", fondata durante la stagione 2023-2024, in seguito allo scioglimento del precedente gruppo ultras "Settore D". 
La maggior rivalità si ha con Trieste, con cui da vita al "Derby friulano".

## Sponsor ufficiali
- 2011 - 2019 : Gsa- Gruppo Servizi Associati
- 2019 - : Old Wild West

## Partecipazione ai campionati
| Livello | Categoria             | Partecipazioni | Debutto   | Ultima stagione | Totale |
| 2º      | Serie A2              | 8              | 2017-2018 | 2024-2025       | 8      |
| 3º      | Divisione Nazionale B | 5              | 2011-2012 | 2016-2017       | 5      |

## Roster 2025-2026
Aggiornato al 12 agosto 2025
| APU Udine Old WIld West | APU Udine Old WIld West |
| Giocatori               | Staff tecnico           |
| ----------------------- | ----------------------- |

| N. | Naz.                                       | Ruolo | Nome                 | Anno | Alt.   | Peso   |  |
| -- | ------------------------------------------ | ----- | -------------------- | ---- | ------ | ------ |  |
| 5  | Italia (bandiera) · Stati Uniti (bandiera) | GA    | Mirza Alibegovic (C) | 1992 | 195 cm | 95 kg  |  |
| 6  | Stati Uniti (bandiera)                     | C     | Skylar Spencer       | 1994 | 208 cm | 107 kg |  |
| 8  | Stati Uniti (bandiera)                     | P     | Anthony Hickey       | 1992 | 180 cm | 84 kg  |  |
| 17 | Nigeria (bandiera)                         | C     | Christian Mekowulu   | 1995 | 205 cm | 111 kg |  |
| 20 | Italia (bandiera)                          | AC    | Matteo Da Ros        | 1989 | 205 cm | 94 kg  |  |
| 22 | Lituania (bandiera)                        | A     | Eimantas Bendžius    | 1990 | 207 cm | 102 kg |  |
| 23 | Stati Uniti (bandiera)                     | G     | Dominic Brewton      | 2000 | 191 cm | 88 kg  |  |
| 24 | Stati Uniti (bandiera)                     | GA    | Aubrey Dawkins       | 1995 | 198 cm | 93 kg  |  |
| 31 | Italia (bandiera)                          | P     | Andrea Calzavara     | 2001 | 195 cm | 86 kg  |  |
| 35 | Italia (bandiera)                          | A     | Iris Ikangi          | 1994 | 200 cm | 88 kg  |  |

| Allenatore                                                                   |
| - Adriano Vertemati                                                          |
| Assistente/i                                                                 |
| - Giorgio Gerosa - Lorenzo Pomes Legenda - (C) Capitano - Infortunato Roster |

## Staff tecnico - Staff medico 2024-2025
- Head Coach:  Adriano Vertemati
- Assistant Coach:  Giorgio Gerosa
- Assistant Coach:  Lorenzo Pomes
- Preparatore atletico:  Daniele Missarelli
- Responsabile Performance & Recovery:  Luigino Sepulcri
- Responsabile sanitario:  Araldo Causero
- Club Doctor:   James Firmani
- Fisioterapista:  Alberto Sandrini
- Osteopata e Massoterapista:  Federico Lanza

## Organigramma societario
- Presidente del C.d.A:  Alessandro Pedone
- Amministratore delegato:  Gianpaolo Graberi
- Consigliere del C.d.A:  Paolo Gnesutta
- Consigliere del C.d.A:  Francesco Maiorana
- Consigliere del C.d.A:  Daniele Marotta
- Direttore tecnico dell'area sportiva:  Andrea Gracis
- Operations manager:  Ezio Pascoli
- Team Manager:  Roberto Gavazza
- Addetto agli arbitri:  Silvano Sala
- Responsabile Marketing:  Michele Basso
- Addetta Stampa e Comunicazione:  Giovanni Aiello
- Dirigente Responsabile Settore giovanile:  Paolo Nobile
- Event manager gare casalinghe:  Giovanni Pigani
- Speaker gare casalinghe:  Federico Bigotto